# Dieci minuti a mezzanotte
Dieci minuti a mezzanotte (10 to Midnight) è un film statunitense del 1983 diretto da J. Lee Thompson.
È un film poliziesco che mescola elementi thriller ed elementi di film slasher con protagonisti Charles Bronson, Lisa Eilbacher e Andrew Stevens. È ispirato al massacro di otto allieve infermiere del South Chicago Community Hospital di Chicago avvenuto il 14 luglio 1966 ad opera del killer Richard Speck.

## Trama
Leo Kessler, in servizio come ufficiale nella polizia di Los Angeles, deve occuparsi degli efferati omicidi di alcune giovani donne. Le indagini lo portano a sospettare di un impiegato all'apparenza innocuo di nome Warren Stacey. Il giovane lavora ed è regolarmente stipendiato in un ufficio commerciale, in realtà è un maniaco sessuale assassino che sceglie le sue vittime con fredda determinazione, nudo e armato di lungo coltello le scanna nude e giovani. La polizia è sulle sue tracce: il tenente Kessler è sicuro che il delinquente sia proprio quel giovanotto che, quando viene fermato ed interrogato, esibisce prove ed alibi di ferro a sua discolpa. La polizia ha grosse difficoltà nell'incolparlo, essendo malato di mente, non può venire condannato, Kessler a quel punto non ci sta e decide di farsi giustizia da solo. Dopo esser stato rimesso  in libertà Stacey decide di uccidere Laurie, la figlia di Kessler che è studentessa universitaria nella camerata delle infermiere, e dopo aver ucciso le amiche e coinquiline di Laurie, Stacey la insegue fino all'arrivo della polizia che lo arresta. Kessler lo uccide con un colpo di pistola alla testa vendicando le vittime, tra cui le amiche di Laurie.

## Produzione
Il film, diretto da J. Lee Thompson su una sceneggiatura di William Roberts con il soggetto dello stesso Thompson, fu prodotto da Lance Hool e Pancho Kohner per City Films e Cannon Group e girato a Los Angeles e a Santa Monica in California con un budget stimato in 4.520.000 dollari. È il quarto film diretto da J. Lee Thompson con Bronson come protagonista.

## Distribuzione
Il film fu distribuito negli Stati Uniti dall'11 marzo 1983 al cinema dalla Cannon Film Distributors.
Alcune delle uscite internazionali sono state:
- nei Paesi Bassi l'11 maggio 1983
- in Australia il 9 giugno 1983
- in Argentina il 16 giugno 1983
- in Danimarca il 4 luglio 1983 (I sidste sekund)
- in Francia il 13 luglio 1983 (Le justicier de minuit)
- in Portogallo il 15 luglio 1983 (Dez para a Meia-Noite)
- in Germania Ovest il 26 agosto 1983 (Ein Mann wie Dynamit)
- in Finlandia il 2 dicembre 1983 (10 före midnatt)
- in Norvegia il 2 dicembre 1983 (10 før midnatt)
- in Perù il 1984
- in Ungheria (Éjféli leszámolás)
- in Messico (10 a la media noche)
- in Grecia (10 lepta prin ta mesanyhta)
- in Polonia (10 minut do pólnocy)
- in Slovenia (10 minut do polnoci)
- in Spagna (Al filo de la medianoche)
- in Italia (Dieci minuti a mezzanotte)

## Promozione
La tagline è: "Back in town... with a vengeance!".
Per la distribuzione italiana, la produzione, ingaggiò l'illustratore Enzo Sciotti per realizzare la locandina.

## Critica
Secondo il Morandini "gli interpreti di questo thriller poliziesco sono anonimi, anodini e innocui. Sceneggiatura convenzionale e ideologicamente reazionaria".